# Trancrainville
Trancrainville är en kommun i departementet Eure-et-Loir i regionen Centre-Val de Loire strax norr om centrala Frankrike. Kommunen ligger i kantonen Janville som tillhör arrondissementet Chartres. År 2022 hade Trancrainville 169 invånare.

## Befolkningsutveckling
Antalet invånare i kommunen Trancrainville
Referens:INSEE